# دينو بوفولي
دينو بوفولي (بالإيطالية: Dino Bovoli)‏ (4 أبريل 1914-13 مارس 1988) كان لاعب كرة قدم محترف ومدربًا إيطاليًا.